# Parafia Św. Izydora Oracza w Nowej Wsi
Parafia pw. Świętego Izydora Oracza w Nowej Wsi – parafia rzymskokatolicka należąca do dekanatu wareckiego, archidiecezji warszawskiej, metropolii warszawskiej Kościoła katolickiego.

## Proboszczowie
- ks. Wojciech Piórko (?–2025)[2]
- ks. Piotr Jaworski (2025– ) administrator[2]